# El Tajo del Parral
El Tajo del Parral är en ort i Mexiko.   Den ligger i kommunen Villagrán och delstaten Guanajuato, i den centrala delen av landet, 220 km nordväst om huvudstaden Mexico City. El Tajo del Parral ligger 1 745 meter över havet och antalet invånare är 228.
Terrängen runt El Tajo del Parral är huvudsakligen platt, men söderut är den kuperad. Runt El Tajo del Parral är det tätbefolkat, med 613 invånare per kvadratkilometer. Närmaste större samhälle är Celaya, 8,1 km öster om El Tajo del Parral. Omgivningarna runt El Tajo del Parral är en mosaik av jordbruksmark och naturlig växtlighet.